# Job Control Language
In informatica il Job Control Language (JCL) è un linguaggio di scripting utilizzato nei sistemi operativi IBM DOS/VSE, OS/VS1 ed MVS per eseguire (in gergo lanciare) una procedura batch su un sistema generalmente mainframe.

## Descrizione
Il linguaggio utilizza un file EBCDIC (o nei vecchi elaboratori un insieme di schede perforate) formato da una sequenza di tre tipi fondamentali di statement (in gergo schede): JOB, EXEC, DD nella sequenza:
JOB

EXEC

DD

...

DD

EXEC

DD

...

DD

## Gli statement del JCL
La prima scheda (JOB), unica nel JCL e prima nella sequenza, assegna un nome alla procedura batch. Con tale nome la procedura è riconosciuta dal sistema operativo ed identificata nei messaggi di inizio e fine lavoro che appaiono sulla console.
La seconda (EXEC), una per ciascun programma, identifica tutti i programmi da eseguire per quella specifica procedura nella loro sequenza di lavorazione.
La terza (DD), Data Definition, una per ciascun dataset, definisce i dataset di input e di output utilizzati dal programma.
Gli statement iniziano sempre con una doppia barra a posizione 1 e 2.
Gli statement con un asterisco in terza posizione sono di commento e non vengono interpretati dal sistema operativo.
Gli statement che terminano con una virgola proseguono nella scheda successiva. La continuazione è utilizzata generalmente per le schede DD che devono fornire al sistema operativo numerose informazioni specifiche sui dataset utilizzati: nome del dataset, device di allocazione, formato del record, ecc.
Il JCL termina con uno statement che contiene solo una doppia slash.

## Esempio di un semplice JCL
```
//POPRRIEP  JOB  
//**************************************************************************************** 
//* XII CENSIMENTO GENERALE DELLA POPOLAZIONE 1981 
//* PROCEDURA POP14 - ELABORAZIONE REGIONALE FASE RIEPILOGO 
//**************************************************************************************** 
//POP14RS1 EXEC PGM=SORT,TIME=1440 
//STEPLIB  DD  DSNAME=SYS1.LINKLIB,DISP=SHR 
//SORTLIB  DD  DSNAME=SYS1.SORTLIB,DISP=SHR 
//SYSOUT   DD  SYSOUT=A 
//SORTWK01 DD UNIT=3350,DSN=&&ROMA1,DISP=(NEW,DELETE), 
// SPACE=(CYL,(270)),VOL=SER=WORK2A 
//SORTWK02 DD UNIT=3350,DSN=&&ROMA2,DISP=(NEW,DELETE), 
// SPACE=(CYL,(270)),VOL=SER=WORK2A 
//SORTWK03 DD UNIT=3350,DSN=&&ROMA3,DISP=(NEW,DELETE), 
// SPACE=(CYL,(270)),VOL=SER=WORK2B 
//SORTWK04 DD UNIT=3350,DSN=&&ROMA4,DISP=(NEW,DELETE), 
// SPACE=(CYL,(270)),VOL=SER=WORK2B 
//SORTWK05 DD UNIT=3350,DSN=&&ROMA5,DISP=(NEW,DELETE), 
// SPACE=(CYL,(270)),VOL=SER=WORK2C 
//SORTWK06 DD UNIT=3350,DSN=&&ROMA6,DISP=(NEW,DELETE), 
// SPACE=(CYL,(270)),VOL=SER=WORK2C 
//SORTWK07 DD UNIT=3350,DSN=&&ROMA7,DISP=(NEW,DELETE), 
// SPACE=(CYL,(270)),VOL=SER=WORK2D 
//SORTWK08 DD UNIT=3350,DSN=&&ROMA8,DISP=(NEW,DELETE), 
// SPACE=(CYL,(270)),VOL=SER=WORK2D 
//SORTIN   DD  UNIT=3350,DISP=(OLD,KEEP),DSN=COPIA99.ROMA, 
// VOL=SER=(RICDK1,RICDK2,RICDK3) 
//SORTOUT  DD  UNIT=(3350,3),DCB=(RECFM=FB,LRECL=130,BLKSIZE=18980), 
// SPACE=(CYL,(520,180),RLSE),DISP=(NEW,PASS), 
// DSN=POP14RS1.ROMA,VOL=SER=(WORK2E,WORK2F,WORK2G) 
//SYSIN  DD  * 
SORT FIELDS=(59,4,A),FORMAT=BI 
/* 
//POP14110 EXEC PGM=POP14110 
//STEPLIB  DD DSN=PGM.LOAD,DISP=SHR 
//SYSOUT   DD SYSOUT=A 
//SYSUDUMP DD SYSOUT=A 
//SYSDBOUT DD SYSOUT=A 
//FILINP   DD UNIT=3350,DSN=POP14RS1.ROMA, 
// DISP=(OLD,KEEP,KEEP),VOL=SER=(WORK2E,WORK2F,WORK2G) 
//ORIEP117 DD UNIT=(3400-6,P),DSN=ORIEP117.ROMA,VOL=SER=09995, 
// DCB=(RECFM=FB,LRECL=400,BLKSIZE=8000),DISP=(NEW,KEEP) 
//ORIEP10  DD UNIT=(3400-6,P),DSN=ORIEP10.ROMA,VOL=SER=06583, 
// DCB=(RECFM=FB,LRECL=400,BLKSIZE=8000),DISP=(NEW,KEEP) 
//CHKPOINT DD UNIT=3350,VOL=SER=VS1104,DSN=CHKPOINT.ROMA, 
// DISP=(NEW,KEEP),SPACE=(CYL,(20,4),RLSE) 
//OSTAMPA  DD SYSOUT=A,DCB=(RECFM=FA,BLKSIZE=133) 
//
```

## Utility del JCL
La funzione di un  JCL è di eseguire dei programmi ed allocargli le risorse fisiche (data set, workarea ed unit). Questo sembra molto semplice ma quando la mole di programmi e risorse diventa molto grande, sorgono problemi di gestione delle procedure di JCL. Nel tempo sono state create delle applicazioni schedulatori (Control-M) per automatizzare l'esecuzione delle procedure di JCL; la loro funzione è di analizzare i return code rilasciati dal job e far partire il successivo; il risultato di tutte l'elaborazioni gestite può essere monitorato online o con dei report.
Quando gli statement di JCL diventano migliaia, sorge il problema di conoscere tutti gli applicativi che utilizzano le risorse fisiche, a questo proposito sono state create delle applicazioni che collezionano gli statement e creano archivi (repository) per monitorare l'uso dei data bases e dei files.